# Contea di Chongyi
La contea di Chongyi (崇义县S, Chóngyì XiànP) è una contea della Cina, situata nella provincia di Jiangxi e amministrata dalla prefettura di Ganzhou.